# Neoelmis thoracica
Neoelmis thoracica là một loài bọ cánh cứng trong họ Elmidae. Loài này được Grouvelle miêu tả khoa học năm 1896.